# Judgement Day (album)
Judgement Day este al doilea album de studio al lui Esham A. Smith. Lansat separat în două volume pe 9 aprilie 1992, a fost primul album dublu din istoria muzicii hip hop. În 2006, a fost lansat box set-ul Judgement Day, conținând atât volumele originale, cât și materialul nelansat până atunci.

## Producție
Fondatorul casei de discuri Reel Life Productions, James Smith a decis ca fratele său, Esham, să înregistreze un album dublu, după ce a ascultat Love Symbol Album al lui Prince. Smith era de părere că dacă un interpret de muzică R&B poate înregistra un album dublu, de ce nu ar putea și un rapper s-o facă.

## Muzică
În timp ce tematica versurilor din Judgement Day este asemănătoare cu cea din albumul de debut, Boomin' Words from Hell, muzica are mai multe influențe din muzica rock. Albumul a influențat interpreți de muzică rap rock precum Kid Rock.

## Lansare și critică
Judgement Day a fost primul album dublu din istoria muzicii hip hop, lansat separat în două volume, Day și Night, pe 9 aprilie 1992.Pe 6 iunie 2006, a fost lansat box set-ul Judgement Day care conținea volumele originale, două volume cu materialul nelansat până atunci, albumul exclusiv Martyr City, o carte ilustrată cu o scurtă autobiografie scrisă de Esham, un DVD cu un concert live, un pachet deluxe și un Cerificat de autenticitate.
Jason Birchmeier de la Allmusic a scris despre Judgement Day, Vol. 1 că „nu este chiar cel mai reușit material discografic al lui Esham, dar cu siguranță este unul dintre cele mai inspirate ale anilor '90”, în timp ce Vol. 2 „nu este la fel de intens ca primul volum, suferind datorită câtorva cântece slabe.”

## Ordinea pieselor pe disc
| Vol. 1: Day (1992) |                              |         |  |
| Nr.                | Titlu                        | Lungime |  |
| 1.                 | „Nine Dead Bodies”           | 2:15    |  |
| 2.                 | „The Boogieman”              | 1:58    |  |
| 3.                 | „How Do I Plead to Homicide” | 3:54    |  |
| 4.                 | „I'd Rather Be Dead”         | 2:50    |  |
| 5.                 | „Momma Was a Junkie”         | 4:05    |  |
| 6.                 | „Once You Go Black”          | 4:30    |  |
| 7.                 | „Makin' More Music”          | 3:15    |  |
| 8.                 | „Hit and Run”                | 2:51    |  |
| 9.                 | „Thinking to Myself”         | 2:27    |  |
| 10.                | „Fallen Angel”               | 3:19    |  |
| 11.                | „I Met This Little Girlie”   | 3:13    |  |
| 12.                | „Acid”                       | 3:30    |  |
| 13.                | „Devilish Mood”              | 2:27    |  |
| 14.                | „My Last Words”              | 3:12    |  |
| 15.                | „Losin My Religion”          | 1:55    |  |
| Lungime totală:    | Lungime totală:              | 46:26   |  |

| Vol. 2: Night (1992) |                            |         |  |
| Nr.                  | Titlu                      | Lungime |  |
| 1.                   | „Judgement Day”            | 3:29    |  |
| 2.                   | „Living in Incest"”        | 3:37    |  |
| 3.                   | „Play Dead"”               | 2:43    |  |
| 4.                   | „13 Ways”                  | 3:26    |  |
| 5.                   | „Finger in the Cake Mix”   | 4:12    |  |
| 6.                   | „The Devil Gets Funky”     | 3:38    |  |
| 7.                   | „Crib Death”               | 2:07    |  |
| 8.                   | „Dead By Day”              | 2:00    |  |
| 9.                   | „Wake the Dead”            | 3:57    |  |
| 10.                  | „Dumb Bitch”               | 1:31    |  |
| 11.                  | „U Wanna Know Somethin”    | 1:18    |  |
| 12.                  | „Hoe Role”                 | 3:41    |  |
| 13.                  | „Dyin to Be Down”          | 3:23    |  |
| 14.                  | „Sell Me Yo Soul”          | 3:53    |  |
| 15.                  | „We Got Some Nonbelievers” | 2:18    |  |
| Lungime totală:      | Lungime totală:            | 46:04   |  |

| Vol. 3: Ascending (2006) |                                             |         |  |
| Nr.                      | Titlu                                       | Lungime |  |
| 1.                       | „The Devil's in Da House”                   | 3:19    |  |
| 2.                       | „How Much is Ya Life Worth”                 | 4:18    |  |
| 3.                       | „Preacherz Daughter”                        | 2:39    |  |
| 4.                       | „Deathwish”                                 | 4:38    |  |
| 5.                       | „Memories of Abuse”                         | 3:06    |  |
| 6.                       | „Nice with my Hands”                        | 3:41    |  |
| 7.                       | „Original 24/7”                             | 3:46    |  |
| 8.                       | „Save the Drama 4 Ya Mama”                  | 2:44    |  |
| 9.                       | „Fucked Up in the Head” (împreună cu T-N-T) | 3:38    |  |
| 10.                      | „Hold on Tight”                             | 2:54    |  |
| 11.                      | „Would U Die 4 Me”                          | 2:36    |  |
| 12.                      | „Suck My Dick”                              | 1:10    |  |
| 13.                      | „Jokers Wild”                               | 4:58    |  |
| 14.                      | „Listen 2 a Deadman Speak”                  | 5:01    |  |
| 15.                      | „Toejam”                                    | 2:57    |  |
| 16.                      | „Pussycat”                                  | 4:15    |  |
| 17.                      | „Bloody Mary”                               | 3:26    |  |
| 18.                      | „Just Another Pretty Face”                  | 3:06    |  |

| Vol. 4: Descending (2006) |                              |         |  |
| Nr.                       | Titlu                        | Lungime |  |
| 1.                        | „Unbelievable”               | 3:00    |  |
| 2.                        | „2 A Funky Azz Beat”         | 4:07    |  |
| 3.                        | „Freakbone”                  | 3:34    |  |
| 4.                        | „All My Friends Are Dead”    | 3:49    |  |
| 5.                        | „Talk Dirty to Em”           | 2:15    |  |
| 6.                        | „Unholy Rock & Roll”         | 3:03    |  |
| 7.                        | „Heartburn”                  | 3:48    |  |
| 8.                        | „Where U From Fool”          | 2:16    |  |
| 9.                        | „Erotic Poetry 3”            | 2:47    |  |
| 10.                       | „Gimmy My”                   | 3:33    |  |
| 11.                       | „Nappy Head”                 | 2:44    |  |
| 12.                       | „Shitlist”                   | 3:06    |  |
| 13.                       | „When I Say Bitch”           | 3:25    |  |
| 14.                       | „Don't Need Ya Hoe”          | 4:26    |  |
| 15.                       | „89 Freestyle”               | 4:24    |  |
| 16.                       | „91 Osborn H.S. Talent Show” | 3:18    |  |
| 17.                       | „Soopmack”                   | 3:04    |  |
| 18.                       | „Musical Maddness”           | 5:11    |  |

| Martyr City (2006) |                                                    |         |  |
| Nr.                | Titlu                                              | Lungime |  |
| 1.                 | „Intro”                                            |         |  |
| 2.                 | „Hate Me”                                          | 1:46    |  |
| 3.                 | „Here Comes the Antichrist”                        | 3:00    |  |
| 4.                 | „My Life”                                          | 3:58    |  |
| 5.                 | „Workin' for the Devil”                            | 3:40    |  |
| 6.                 | „Detroit Stand Up”                                 | 2:43    |  |
| 7.                 | „Get Guap”                                         | 3:19    |  |
| 8.                 | „Cocaine”                                          |         |  |
| 9.                 | „What Up Doe” (împreună cu Doc "Hollywood" Hustle) | 5:18    |  |
| 10.                | „Automatic”                                        | 5:15    |  |
| 11.                | „Fuck Y’all”                                       | 3:28    |  |
| 12.                | „E-S-H-A-M (Every Shooter Has A Motive)”           | 2:42    |  |
| 13.                | „Understanding”                                    | 4:21    |  |
| 14.                | „Martyr City”                                      | 2:42    |  |

| Bonus DVD: Live at the 2004 Gathering of the Juggalos (2006) |                                                                    |         |  |
| Nr.                                                          | Titlu                                                              | Lungime |  |
| 1.                                                           | „Woo Woo Woo Woo (Repentance)”                                     |         |  |
| 2.                                                           | „Comerica (Bruce Wayne: Gothom City 1987)”                         |         |  |
| 3.                                                           | „Esham Hype Up 1”                                                  |         |  |
| 4.                                                           | „Charlie Manson (de pe albumul Dead Flowerz)”                      |         |  |
| 5.                                                           | „Foodstamp (de pe albumul Dead Flowerz)”                           |         |  |
| 6.                                                           | „Devil Shit (de pe albumul Tongues”                                |         |  |
| 7.                                                           | „Esham Hype Up 2”                                                  |         |  |
| 8.                                                           | „Midnight (de pe albumul Doubelievengod)”                          |         |  |
| 9.                                                           | „The Wicket Shit Will Never Die (de pe albumul Closed Casket)”     |         |  |
| 10.                                                          | „Maggot Brain Theory (de pe albumul Maggot Brain Theory)”          |         |  |
| 11.                                                          | „Esham Hype Up 3”                                                  |         |  |
| 12.                                                          | „Migraine Headache”                                                |         |  |
| 13.                                                          | „Boom!” (împreună cu Insane Clown Posse (de pe albumul Repentance) |         |  |
| 14.                                                          | „Brain Surgery (de pe albumul Tongues)”                            |         |  |
| 15.                                                          | „Esham Hype Up 4”                                                  |         |  |
| 16.                                                          | „Slug Froma .45 (de pe albumul Closed Casket)”                     |         |  |
| 17.                                                          | „In Detroit” (împreună cu T-N-T (de pe albumul Repentance)         |         |  |
| 18.                                                          | „Boss Up (de pe albumul Repentance)”                               |         |  |